# Giovanni Capranesi
Giovanni Capranesi (Roma, 1852 – Roma, 17 settembre 1921) è stato un pittore e disegnatore italiano.
Allievo del pittore Alessandro Mantovani, ha disegnato alcune delle banconote della Banca d'Italia del XX secolo.
Nel 1921 diviene presidente dell'Accademia Nazionale di San Luca, poco prima di morire, il 17 settembre dello stesso anno.